# Yassa
La palabra mongola yassa se traduce literalmente como orden o decreto. Fue la ley general mongola creada por Gengis Kan, quien designó a su hijo más severo, Chagatai, para supervisar su cumplimiento. Escrita en rollos de pergamino y organizados por volúmenes, habitualmente los autores se refieren a esta ley como un documento secreto mongol ya que sólo podían ser leídos por el kan o sus más cercanos consejeros, aunque sus contenidos eran ampliamente conocidos y seguidos.
Aunque no han sobrevivido copias completas del documento, se sabe que era muy exhaustivo y específico. Era un conjunto de reglas cotidianas destinadas a lograr la convivencia entre los ciudadanos bajo dominio mongol, así como la pervivencia y organización del propio imperio. De tal forma que algunas leyes van en contra del robo de ganado, la obligación de compartir los víveres con los viajeros, el secuestro de mujeres de otras familias, la deserción de los soldados, etc. Aunque conocemos por encima las leyes que afectaban a algunos grupos de la comunidad como soldados, oficiales, doctores, etc., la ley pretendía ser uniforme para todos los ciudadanos de un imperio tan heterogéneo, teniendo en cuenta las disputas tribales entre los propios mongoles, así como con y entre los futuros súbditos. Era bastante severa y se aplicaba la pena de muerte incluso a faltas menores como el robo, el engaño, el adulterio o el encubrimiento.

## Leyes de la Yassa
Muchas fuentes han hecho conjeturas sobre sus contenidos. Sobre todo porque influyó sobre otras culturas que se apropiaron de ella y la adaptaron a sus necesidades. Algunas posibles fueron:
- Solo hay un Dios.
- No hay impuestos para líderes religiosos, médicos o funerarios.
- El emperador debe ser elegido por el consejo de kanes.
- Los súbditos no pueden mantener títulos honorarios.
- Las guerras son absolutas y no se hacen tratados antes de la derrota total.
- El ejército está organizado por la ley.
- Cada soldado debe conseguir sus armas del oficial antes de la batalla.
- Bajo pena de muerte no se guerreará los lunes, martes y fiestas de guardar.
- El saqueo solo puede producirse tras su permiso general. No hay distinciones entre soldados y oficiales. Una parte es para el emperador. Los que incumplan estas reglas serán condenados a muerte.
- Los animales para alimentación deben ser sacrificados clavándoles en el corazón.
- No se pueden consumir la sangre y las entrañas.
- Leyes de caza que regulan las épocas.
- Los autores de robos menores serán castigados con golpes, en número de nueve veces el valor de lo robado.
- Los ladrones de caballos y bueyes morirán y serán partidos por la mitad.

### Derechos de las mujeres
La Yassa  estableció avanzadas medidas con respecto a las mujeres: prohibió el secuestro de mujeres, - era frecuente el secuestro de mujeres en las tribus vecinas para obligarlas a casarse-, el adulterio y la venta de mujeres. La ley establecía que todos los hijos de un hombre, con su esposa o su concubina, fueran hombres o mujeres, eran herederos legítimos. También autorizó a las mujeres a acceder al ejército y podían ocupar diversos puestos militares entre ellos la defensa del campo de batalla.